# Determinism
Determinismul este propoziția filozofică potrivit căreia orice eveniment, inclusiv cogniția și acțiunea umană, este determinat în mod cauzal de un lanț neîntrerupt de evenimente anterioare. Nici un miracol misterios sau eveniment pur întâmplător nu are loc. Dacă a existat vreodată un eveniment indeterminist de la începutul timpului, atunci determinismul este fals.

## Filozofia deterministă
Principala consecință a filozofiei deterministe este că liberul arbitru (voința liberă) devine o iluzie, cu excepția definiției din compatibilismul strict. Conform credinței populare, determinismul afirmă că toate evenimentele viitoare au fost deja predeterminate și vor avea loc în mod obligatoriu (poziție cunoscută sub numele de fatalism); , iar metafizicienii încă dezbat această problemă. Determinismul este asociat cu, și se bazează pe ideile de materialism și cauzalitate. Cei care s-au ocupat cu problema includ Omar Khayyám, David Hume, Thomas Hobbes, Immanuel Kant, și, mai recent, John Searle.

## Natura determinismului
Semnificația exactă a termenului "determinism" a fost subiectul a diferite interpretări. Unii privesc determinismul și liberul arbitru ca excluzându-se reciproc, în timp ce alții, numiți "compatibiliști", cred că cele două idei pot fi reconciliate. Mare parte din dispută provine din faptul că definiția "liberului arbitru", ca și cea a determinismului de altfel, variază. Unii sunt convinși că se referă la adevărul metafizic al unei capacități umane de a lua decizii și de a impune aceste decizii la nivel colectiv, de obicei prin mijloace democratice. Alții însă îl definesc ca senzația acestei capacități pe care oamenii o trăiesc atunci când acționează. De exemplu, David Hume a afirmat că este posibil ca un individ să nu își poată duce la împlinire dorințele și convingerile numai prin liber arbitru (voința independentă), ci mai degrabă liberul arbitru se referă la abilitatea unui individ de a transpune acele convingeri și dorințe în acțiune voluntară.

## Perspective moderne asupra determinismului
Încă la începutul secolului trecut, când astronomul Edwin Hubble a afirmat că decalajul spre roșu arată că Universul se extinde, opinia predominantă în rândul experților a fost că Universul a început cu Big Bang, prin urmare are o vârstă finită. Diferiți astrofizicieni au păreri diferite privind apariția Universului, dar o perspectivă consistentă este că determinismul științific se confirmă la nivel macroscopic de la nașterea Universului.

### Determinismul în tradiția occidentală
Ideea că întreg Universul este un sistem determinist a fost enunțată în religia,  filozofia și literatura occidentală și orientală. Atomiștii greci Leucip și Democrit au fost primii care au anticipat determinismul când au teoretizat că toate procesele lumii au loc datorită interacțuinilor mecanice ale atomilor, dar această teorie nu s-a bucurat de largă acceptanță în acea vreme. În Occident, determinismul este adesea asociat cu fizica newtoniană, care descrie materia fizică a Universului operând potrivit unui set de legi cognoscibile, stabile. Ipoteza numită "Bila de biliard", un produs al fizicii newtoniene, afirmă că odată ce au fost stabilite condițiile existenței Universului, restul istoriei Universului urmează în mod inevitabil. Dacă ar putea să avem cunoștințe complete despre materia fizică și despre toate legile care guvernează acea materie la orice moment dat, atunci ar fi teoretic posibil să calculăm timpul și spațiul al oricărui eveniment care va avea loc vreodată (Demonul lui Laplace). În acest sens, particulele elementare ale Universului acționează de aceeași manieră preucm mingile de pe o masă de biliard, mișcând-se și lovindu-se una de alta într-un mod previzibil, pentru a produce rezultate previzibile.
Mecanica newtoniană se ocupă doar de evnimente cauzate. De exemplu, dacă poziția inițială a unui obiect este  x, y, z, și dacă acesta este lovit de un alt obiect care se mișcă de-a lungul unui vector V, atunci primul obiect va fi împins drept către un alt punct x', y', z'. Dacă merge altundeva, atunci, conform mecanicii  newtoniene, trebuie să ne îndoim de propriile noastre măsurători a poziției originale a obiectului, direcția exactă a obiectului care se deplasează pe vectorul V, câmpuri gravitaționale sau de alt tip care au fost ignorate neintenționat, etc. Experimentele repetate și îmbunătățiri în precizie vor întotdeauna vor apropia observațiile noastre de rezultatele prognozate prin teorie. Când avem de-a face cu situații la scara umană obișnuită, fizica newtoniană a avut atât succes, încât nu are rivali. Dar eșuează lamentabil în experimente care implică viteze care sunt fracțiuni substanțiale din viteza luminii și când se studiază interacțiunile la scară atomică. Anterior descoperirii efectelor cuantice și a altor provocări la adresa fizicii newtoniene, "incertitudinea" a fost întotdeauna un termen folosit cu referire la cunoștințele umane despre cauze și efecte, și nu la cauzele și efectele însele.

## Argumente împotriva determinismului

### Argumente din partea moralității
Unii critici ai determinismului afirmă că dacă oamenii nu sunt capabili de liber arbitru, nu poate exista nici o bază rațională pentru moralitate, prin urmare unele aspecte ale jurisprudenței și legislației penale și civile par să fie iraționale și nedrepte. Cum poate cineva să fie pedepsit(ă) pentru o faptă involuntară? Pentru a menține integritatea instituțiilor sociale care se bazează parțial pe culpabilizarea oamenilor pentru acțiunile lor, în ochii lor devine necesară negarea determinismului, cel puțin în măsura în care acesta se aplică la ceea ce noi numim în mod banal fapte voluntare.
Determiniștii au răspuns la această critică făcând distincție între afirmații normative și pozitive. Afirmarea unor fapte se poate și trebuie să fie făcută independent de consecințele acestora. Astfel, chiar dacă determinismul nu este compatibil cu ideea unui Univers moral, asta nu invalidează neapărat concluziile sale. Utilitatea socială presupusă a ideilor de crimă și justiție nu ar trebuie să aibă voie să înlocuiască chestiunile de adevăr.
Filozoful contemporan american Donald Davidson, printre alții, a susținut ideea potrivit căreia dacă oamenii s-ar purta într-un mod necauzat, atunci am putea descrie faptele lor ca nebune, nu ca libere. Perspectiva lui este consistentă cu poziția filozofică a lui Mencius, conform căreia caracteristicile imanente ale unui individ sunt cauzate în mod determinist, iar în rândul acestor caracteristici imanente există un set de trebuințe (analoage altor trebuințe cum ar fi cea sexuală) care sunt de natură axiologică sau morală; factorii externi acestor trebuințe morale pot să inhibe funcționarea lor. A le inhiba acțiunea este echivalent cu pierderea libertății, ceea ce oamenii evită în mod instinctiv. În termeni occidentali, Mencius ar spune că oamenii se nasc cu conștiință, și acționează potrivit propriilor lor naturi și înclinații atunci când se lasă ghidați în acțiunile lor de conștiință (împreună cu celelalte trebuințe ale lor, cum ar fi foamea) și că noi toți trăim o pierdere a libertății atunci când ne dăm seama că suntem controlați în mod direct sau indirect de forțe externe—indiferent dacă aceste forțe sunt efectele persistente ale condiționării sau pericolul iminent reprezentat de un pistol ținut la capul cuiva. Pe scurt, autodeterminarea înseamnă libertate, iar determinarea cauzată de factori externi este pierderea libertății. Moralitatea depinde de exercitarea a ceea ce natura unui individ l-a determinat pe acesta să fie și de condiția de a fi de facto răspunzător pentru toate consecințele care decurg dintr-o decizie individuală de a acționa. Dacă un individ este liber de control extern, acesta este considerat a fi o entelehie; în măsura în care un individ este determinat de factori externi, acesta își pierde propia identitate și devine doar extensia unei alte entități.

### Determinismul, mecanica cuantică și fizica clasică
interwiki en:Interpretations of quantum mechanics#Comparison
De la începutul secolului XX, mecanica cuantică a arătat aspecte ale unor evenimente care până atunci rămăseseră ascunse. Fizica newtoniană luată izolat și nu ca o aproximare a mecanicii cuantice, ne arată un Univers unde obiectele se mișcă de o manieră care poate fi perfect determinată. La scara de interacțiune proprie omului, mecanica newtoniană oferă prognoze care din toate punctele de vedere se dovedesc a fi complet perfectibile, dacă nu perfecte în practică. Dependența prognozelor se dovedește a fi o îmbunătățire a cunoștințelor noastre despre condițiile inițiale. Tunurile și muniția slab proiectate și construite își risipesc tragerile într-un cerc larg de-a lungul centrului țintei, iar tunurile mai bune produc tipare mai bune. Cunoașterea absolută a forțelor care accelerează un glonț ar trebui să producă prognoze absolut corecte a traiectoriei sale, sau cel puțin așa ne-am așteptat.
În contradicție cu prognozele mecanicii newtoniene, la scara atomică, traiectoriile obiectelor pot fi prognozate doar într-un mod probabilist.
Nu există consens științific cu privire la ideea că mecanica cuantică ar fi respins determinismul. În timp ce descrierea mecanicii cuantice este indeterministă, nu cunoaștem dacă acest indeterminism este ontic sau doar epistemic.

### Prima cauză
Intrinsecă dezbaterii privind determinismul este chestiunea primei cauze. Deismul, o filozofie dezvoltată în secolul XVII, afirmă că Universul a fost determinist de la crearea sa, dar atribuie această creare unui Dumnezeu metafizic sau unei prime cauze externă lanțului determinist. Dumnezeu poate că a început procesul, dar nu i-a influențat evoluția. Această perspectivă ilustrează un puzzle care stă la baza oricărui concept de determinism..
Presupunere:Toate evenimentele au cauze, iar cauzele lor sunt toate evenimente premergătoare acestora.
Prin urmare, evenimentul AN este precedat de evenimentul AN-1, care este precedat de evenimentul AN-2, și așa mai departe.
Potrivit acestei prezumții, există două posibilități, ambele aruncând o umbră de îndoială asupra validității prezumției inițiale:
(1) Există un eveniment A0 înaintea căruia nu a existat nici un alt eveniment care să-l fi cauzat.
(2) Nu există nici un eveniment A0 înaintea căruia să nu fi existat un alt eveniment, ceea ce înseamnă că avem o serie infinită de evenimente legate cauzal, care este ea însăși un eveniment, și totuși nu există nici o cauză pentru acest șir infinit de evenimente.
În cadrul acestei analize, presupunerea inițială trebuie să fie parțial defectuoasă. Se poate rezolva admițând o excepție, un eveniment creaționist (ori crearea evenimentului sau evenimentelor inițiale, ori a seriei infinite de evenimente) care el însuși nu este un eveniment cauzat în sensul în care cuvântul cauzat este folosit în formularea presupunerii inițiale. Un agent anume, pe care multe sisteme de gândire îl numesc Dumnezeu, creează spațiul, timpul, și entitățile care se găsesc în Univers, prin intermediul unui proces care este analog cauzalizării dar nu este cauzalizare așa cum o știm noi. Această soluție la dificultatea inițială a determinat oamenii să îndoaie dacă există vreun motiv ca să existe doar un singur act cauzal cvasi-divin, dacă nu a existat un număr de evenimente care au avut loc în afara secvenței obișnuite de evenimente. evenimente care pot fi numite miracole. Poziția filozofică extremă este cea a lui Gottfried Wilhelm Leibniz, care în cadrul filozofiei sale moniste a afirmat că toate interacțuinile aparent cauzale între două (sau mai multe) entități, A <-> B, sunt de fapt interacțiuni mediate de Dumnezeu, A<->Dumnezeu<->B.
Immanuel Kant a continuat această idee a lui Leibniz, în conceptul său de relații transcendentale, și prin urmare a avut un efect profund asupra încercărilor filozofice ulterioare de a clarifica aceste probleme. Cel mai influențial dintre succesorii săi imediați, un critic puternic al lui Kant a fost   Edmund Husserl, inițiatorul fenomenologiei.

## Vezi și
- Paradoxul lui Newcomb